# Corrida armamentista evolutiva
Em biologia evolutiva, corrida armamentista evolutiva designa um fenómeno em que duas populações ou espécies desenvolvem características adaptativas como reação a uma pressão seletiva causada pelo desenvolvimento do outro grupo. Nesse sentido, a corrida armamentista é um tipo de coevolução, em que as duas populações influenciam mutuamente o seu desenvolvimento.
O termo corrida armamentista evolutiva é uma metáfora referente ao fenómeno geopolítico do mesmo nome, em que dois países competem por manter um armamento tecnologicamente superior ao adversário.
Corridas armamentistas podem ocorrer entre vários grupos diferentes de organismos, com diversas relações ecológicas, mas envolvem sempre alguma forma de competição entre os diferentes grupos envolvidos. A pressão da competição é o que leva ao aparecimento e dispersão de novas características entre as populações, e assim causa o fenómeno da corrida armamentista.

## Rainha vermelha

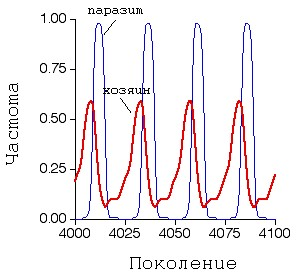
Dinâmica Rainha Vermelha. Frequência do hospedeiro (vermelho)e frequência do parasita (azul). Notar oscilações, típica dessa hipótese

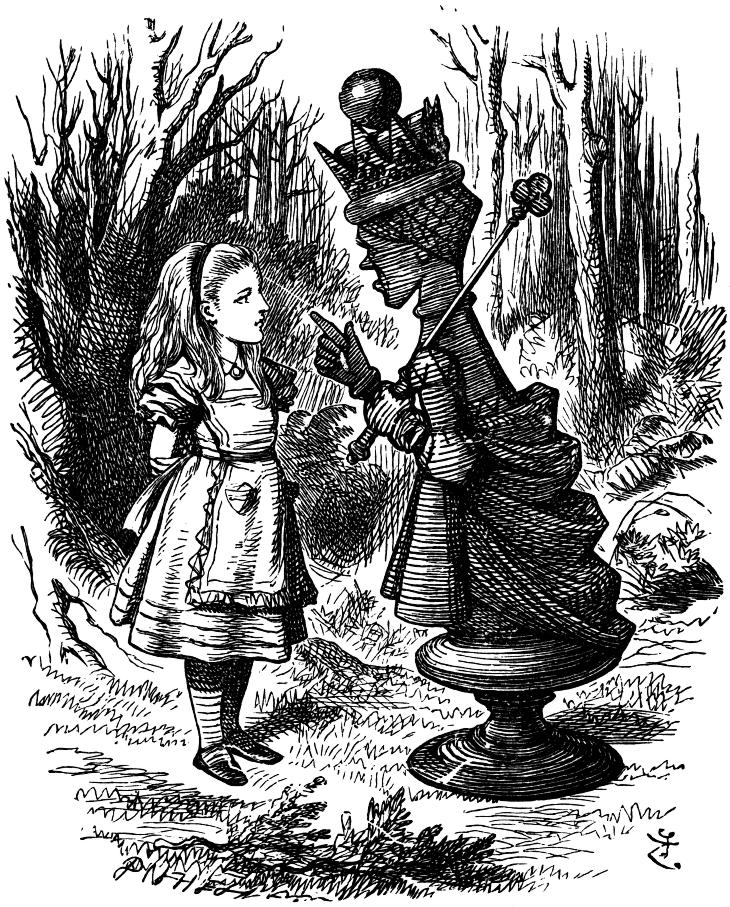
Rainha Vermelha e Alice em Through The Looking Glass, por Lewis Carroll

A ideia da corrida armamentista evolutiva tornou-se mais clara a partir da hipótese da Rainha Vermelha, proposta por Leigh Van Valen (1973). Neste trabalho Van Valen estudou curvas de sobrevivência taxonômica e fez algumas inferências a partir delas, e uma dessas conclusões foi que a macroevolução também pode ser moldada por um tipo de coevolução denominada Rainha Vermelha. A proposta do nome Rainha Vermelha é uma alusão do livro de Lewis Carroll “Alice através do espelho”, onde é dito a seguinte frase: “Aqui, como você vê, é preciso correr o máximo possível, para permanecer no mesmo lugar”, fazendo uma analogia entre a corrida e as mudanças coevolutivas. Por mais que um organismo evolua, desenvolva adaptações, ele irá permanecer no mesmo lugar, pois outros organismos que com ele se relacionam irão também desenvolver adaptações, assim a seleção natural vai agir de maneira contínua para que uma espécie consiga enfrentar as adaptações adquiridas pela outra espécie. 
A corrida armamentista evolutiva então seria o exemplo mais óbvio para essa hipótese, pois para Van Valen o ambiente está em constante deterioração, forçando então uma eterna manutenção de adaptações nos organismos. Um dos resultados de Van Valen sugere que a taxa de extinção dos organismos é constante e não há um processo que varie tanto para mais como para menos a chance dessa extinção. Logo, se um competidor “A” não consegue acompanhar o ritmo de desenvolvimento do seu competidor “B”, o organismo “A” será extinto, a menos que “A” alcance um nível de adaptação que o ponha de volta na competição com “B”. Então para que a taxa de extinção continue constante, as espécies precisam estar em equilíbrio, e alternativamente existem duas ideias para isso. Uma delas é o equilíbrio estático, proposto por Stenseth e Maynard Smith (1984) onde as espécies competidoras evoluíram para um estado ótimo e ali permanecem, de modo que a evolução é cessada. A outra alternativa é o equilíbrio dinâmico baseado na hipótese da Rainha Vermelha, que,no caso, tem como mecanismo a corrida armamentista evolutiva, onde os competidores evoluem o máximo possível para conseguirem permanecer na mesma condição. Assim então a hipótese da Rainha Vermelha utiliza a corrida armamentista como uma ferramenta para manter duas linhagens correndo sempre, mas não saindo do lugar.

## Relação presa-predador

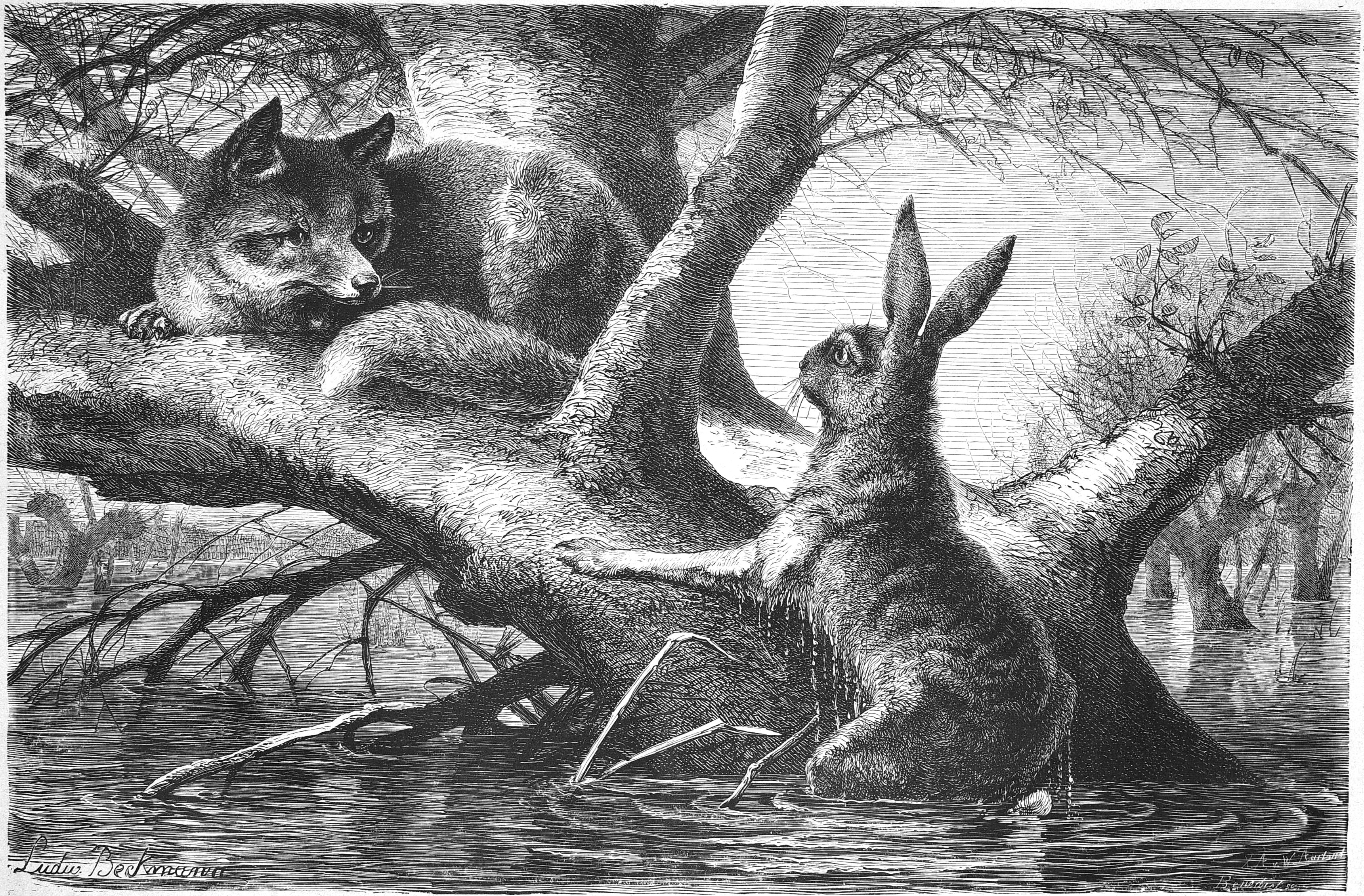
A Lebre correndo pela vida, e a Raposa pelo alimento

A corrida armamentista evolutiva pode atuar em vários tipos de relações ecológicas, sendo em espécies diferentes, ou até mesmo organismos de mesma espécie, desde que haja algum tipo de competição entre os participantes da corrida.
O tipo mais comum e mais estudado em que a corrida ao armamento pode ser entendida é a relação entre presa-predador. Vermeij (1987) sugeriu que ao longo do tempo a briga evolutiva entre presa-predador vem se tornando cada vez mais forte, pois predadores desenvolvem adaptações cada vez mais eficientes para capturar a presa e ao mesmo tempo as presas melhoram suas defesas com o surgimento de características que elevam seus valores adaptativos. Em seu trabalho Vermeij propôs o termo escalada evolutiva, tentando ilustrar que mesmo ao longo da evolução, os predadores atuais não são mais nem menos eficientes em capturar as suas presas se comparados aos predadores ancestrais. Esse argumento se encaixa na hipótese da Rainha Vermelha e na corrida armamentista evolutiva, pois mesmo adquirindo várias adaptações para a predação, o resultado foi um processo de soma igual a zero, pois a presa,ao longo do tempo, apresentou também especialidades que diminuem ou anulam o valor adaptativo conseguido pelo predador, igualmente a relação de predadores e presas ancestrais.
O exemplo mais clássico de corrida armamentista evolutiva entre a relação presa-predador é entre a lebre e a raposa. A lebre como presa, constantemente tem que desenvolver estratégias de camuflagem e fugas mais rápidas para escapar com sucesso da raposa, e se manter viva. Caso isso ocorra, e se a raposa for monófaga (se alimenta de apenas um tipo de presa), ela sofrerá uma pressão seletiva e, se quiser obter alimento, terá que desenvolver ao longo do tempo adaptações, como por exemplo, músculos que a tornam mais rápida, que melhoram sua investida e eficiência na captura da lebre. Então a pressão seletiva agora se volta para o lado da lebre e mais uma vez será a presa que terá que evoluir nas seguintes gerações para não ser predada pela raposa, e assim sucessivamente. Desse modo a lebre corre pela vida e a raposa pelo alimento, sendo movidas por motivos diferentes, assim são componentes desse ciclo que é a corrida evolutiva.

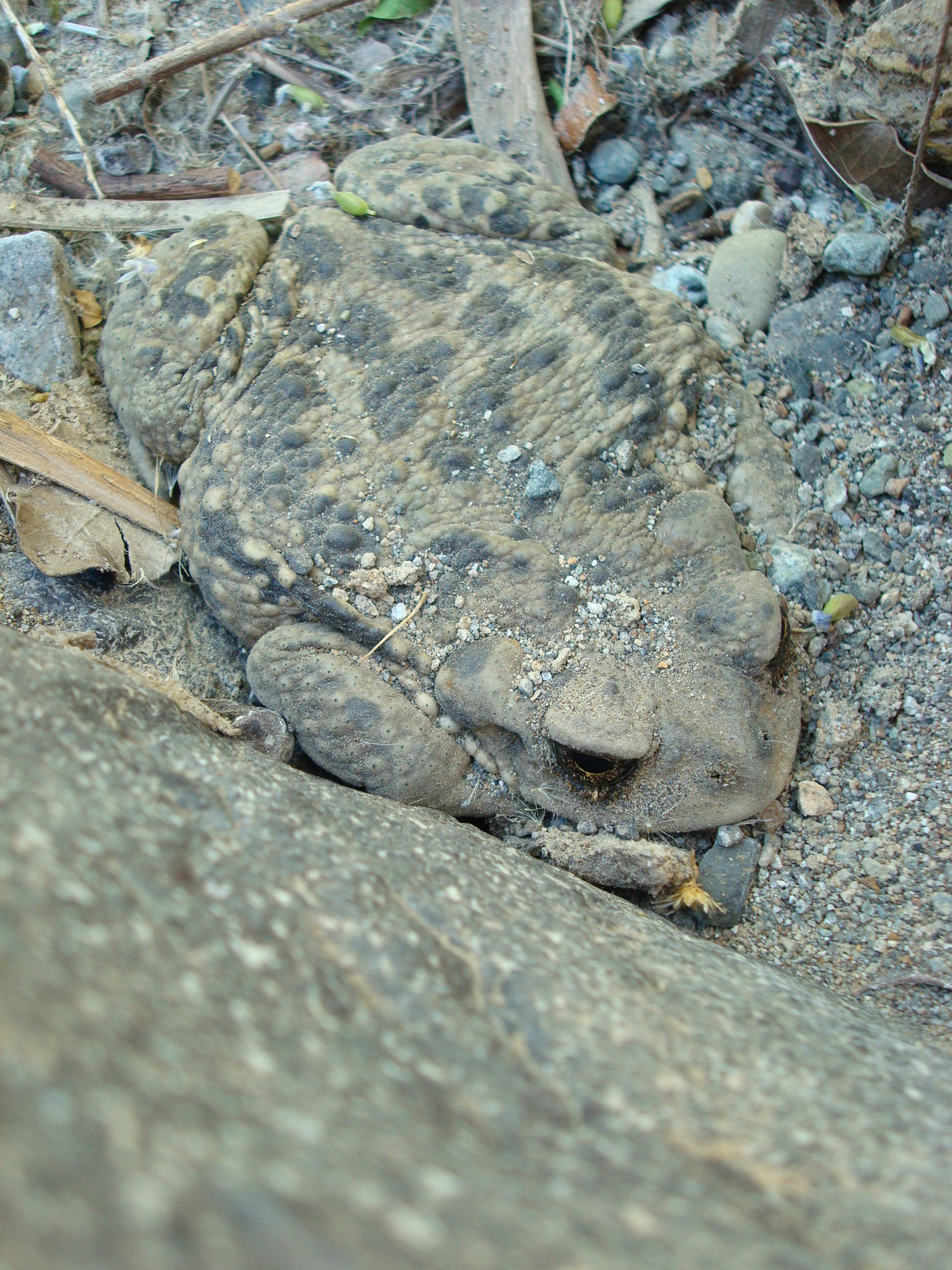
Rhinella arunco se camuflando, um exemplo de adaptação importante em uma corrida armamentista

Outro exemplo influente que deve ser considerado, é o estudo sobre coevolução entre plantas e borboletas feito por Ehrlich e Raven (1964). As famílias de borboletas no estudo se alimentam de uma variedade restrita de plantas, mesmo essas plantas não tendo um grau de parentesco próximo. As plantas desenvolvem inseticidas naturais, produtos químicos que podem envenenar os insetos que as consomem. Como essa relação de inseto-planta pode ser um exemplo de corrida armamentista evolutiva, os insetos que evoluem passam a desenvolver resistência contra os produtos químicos produzidos pela planta por meio de desintoxicação. As plantas que possuem esse inseticida já não estão mais imunes ao ataque desses insetos, e por isso, aos passos da evolução, irão gerar um novo composto capaz de impedir a predação dos insetos. E assim mais uma vez o ciclo se inicia onde cada um tentará superar o outro em uma corrida evolutiva, e ao longo das gerações as espécies envolvidas irão obter mecanismos ofensivos e defensivos que promoverão uma grande diversidade de insetos e plantas.
Na corrida armamentista evolutiva, quando uma espécie ou um organismo que seja desenvolve um passo a frente de seu “oponente”, isso automaticamente vem a prejudicar o “oponente”. Primatas e cobras possuem uma relação que é dirigida pela corrida ao armamento. Os primatas ficam melhores em ver e evitar cobras, impedindo que essa última o ataque, isso prejudica as cobras diminuindo seu valor adaptativo, induzindo ela então, por exemplo, ao melhoramento de seu veneno, aprimoramento da camuflagem, ou até estratégia de ataque, como botes mais eficientes. Os primatas agora, logicamente, são os prejudicados e darão continuidade a corrida, a menos que uma dessas espécies não consiga se adaptar a tempo, e podendo assim entrar em processo de extinção.

## Relação parasita-hospedeiro
A hipótese da Rainha Vermelha, através da corrida armamentista, se tornou muito evidente também em espécies que desempenham a relação parasita-hospedeiro. Tendo isso como base, é fácil imaginar uma corrida evolutiva nesse tipo de relação. Uma mudança no parasita que aumente sua capacidade de penetrar ou de se estabelecer no hospedeiro trará problemas a esse último. Então será necessária uma mudança no hospedeiro que sobreponha a adaptação conquistada pelo parasita, e caso sejam gerados mutantes com frequência, esse ciclo pode perdurar por muito tempo.

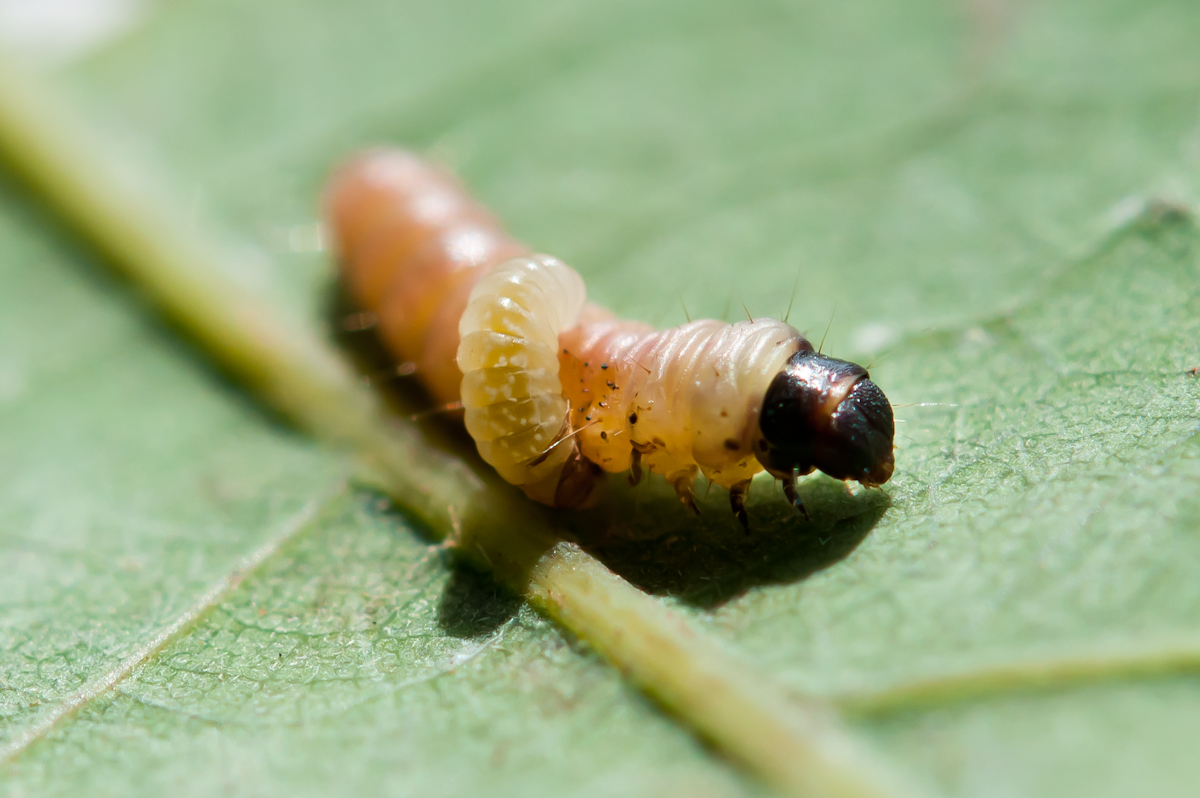
Larva de vespa parasitando uma lagarta

Capacidade de mutação de um vírus, no caso, o Influenza

Neste tipo de interação, o exemplo mais claro de corrida evolutiva ocorre entre um vírus e seu hospedeiro, muito provavelmente pela alta taxa de mutação e evolução do vírus. O vírus, por ser um organismo muito simples, consegue se reproduzir e obter mutações de maneira muito rápida e evoluir para formas diferentes constantemente, dificultando a proteção imunológica de seu hospedeiro.
O vírus da gripe (Influenza) é comum entre os seres humanos e está em constante corrida devido a sua alta taxa de mutação. Ao ser infectada, uma pessoa (tomando como exemplo o ser humano) sofre os sintomas e relativamente com pouco tempo pode obter uma imunidade àquele vírus, seja por mutação, por medicamento, entre outros. Aquele vírus que foi eliminado, não infectará mais a pessoa que adquiriu a imunidade, a menos que este vírus sofra uma mudança e apresente um novo sistema de infecção capaz de penetrar e se estabelecer na pessoa. A taxa de evolução de um vírus é muito alta, e com a gripe não é diferente, logo irá sofrer uma mutação que lhe permitirá contaminar aquele hospedeiro. Novamente se restabelece o ciclo da corrida armamentista evolutiva, mas agora a pessoa infectada terá que desenvolver imunidade ao novo vírus que a infectou. Por esse motivo a gripe é muito frequente entre os seres humanos, e nunca uma pessoa será infectada pelo mesmo vírus e mesma gripe mais de uma vez, ou seja, cada gripe é única. No caso do Influenza, bastando adquirir imunidade a um determinado tipo uma vez, ele não infectará mais, a menos que outro tipo infecte, ou que aquele tipo anterior sofra uma mutação permitindo a conquista do hospedeiro que ainda não possui um sistema imunológico capaz de combater essa nova forma do vírus. O fato do vírus conseguir mudar de forma rapidamente, como por exemplo o da gripe, faz com que ele não seja exatamente igual ao de antes,assim o sistema imunológico de uma pessoa não reconheçe aquele parasita como o mesmo que a contaminou anteriormente, então o corpo terá que desenvolver uma nova defesa contra o atual infectante.
Muitos outras espécies se relacionam na forma parasita-hospedeiro e estão em constante corrida de modo que suas pressões seletivas são guiadas de acordo com o surgimento de uma nova adaptação do outro componente da interação. Daphnias (conhecidas como pulgas d’água), por exemplo, são frequentemente infectadas por parasitas microscópios que através de sua virulência conseguem reduzir a densidade populacional das pulgas d’água, mas em contrapartida esse pequeno crustáceo nas próximas gerações pode gerar alguma progênie mutada que apresenta resistência ao infectante, inibindo ou diminuindo o parasitismo, forçando o parasita a entrar na corrida evolutiva.
Vermes, insetos, protozoários, bactérias, fungos, todos esses possuem exemplos de parasitismo em vários hospedeiros, como plantas, vertebrados, invertebrados, entre outros, assim então podendo entrar em um ciclo de coevolução que é a corrida armamentista.

## Relação entre espécies próximas
Diferente de outras, a corrida ao armamento também pode ocorrer em membros da mesma espécie e em organismos de espécies bem próximas, de acordo com suas filogenias. Essa luta pode se dar entre plantas intra ou interespecífica também. Em uma floresta, por exemplo, plantas que ficam mais altas recebem mais luz, o que leva as plantas menores aumentarem os seus tamanhos para a captação melhor de luz. Isso pode então sobrepor a outras, e assim por diante ocorre a luta pela captação da luz.

## Corrida Unilateral
Em 1979 Dawkins e Krebs divulgaram um estudo que mostrava um tipo diferente de corrida evolutiva. Um exemplo foi a relação que cucos tem com outras poucas aves próximas. O cuco é introduzido em um ninho de tordo ou ferreirinha quando está ainda no ovo, o ovo em que o cuco está é muito semelhante ao ovo da ave hospedeira que então o choca. Após a saída do ovo, o filhote de cuco “hipnotiza” a ave hospedeira com seu bico chamativo, de modo que o pai/mãe adotivo alimente mais o cuco do que seus próprios filhotes. O cuco então se desenvolve e vai põe ovos que vão parasitar outros ninhos. 

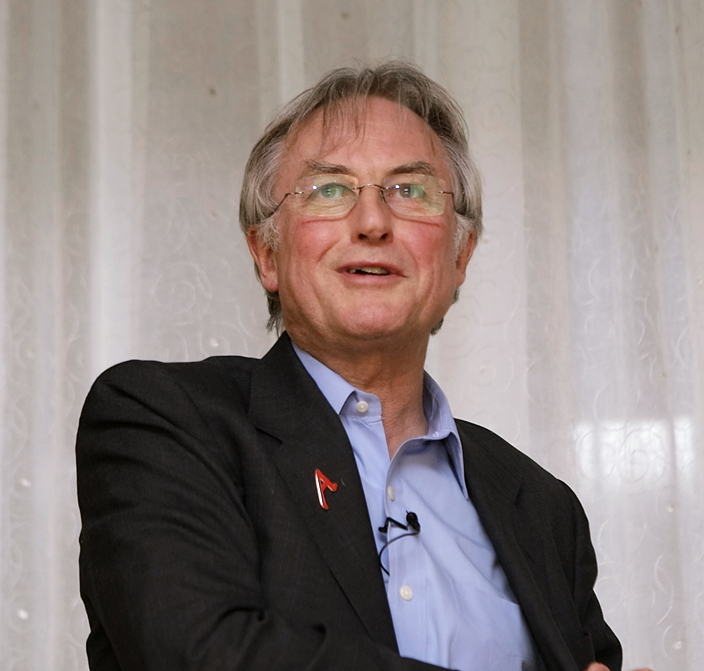
Richard Dawkins

Mesmo sendo uma relação parasita-hospedeiro, a corrida armamentista nesse caso é um pouco diferente. Apesar de o cuco ser favorecido, caso ele falhe, culminará em morte, não passando seus genes para frente. Já se a outra ave falhar em cair ao “encanto” do cuco, ela ainda sim pode deixar descendentes. Outro aspecto importante da ave hospedeira nessa corrida, é que o fato de o pai/mãe adotivo não ter desenvolvido uma adaptação capaz de perceber a presença do cuco, como por exemplo, um olho ou um cérebro melhor, pois isso poderia custar mais energeticamente, e ainda assim não obter o mesmo sucesso em transmitir seus genes, do que se fosse simplesmente criar o cuco. Nesse caso, um passo “não dado” pela ave hospedeira se tornou uma condição relativamente cômoda para a espécie parasitada, o que define essa corrida armamentista como tendo um lado só de vantagem, ou seja, unilateral.
Algumas espécies de formiga desenvolvem uma relação parasita-hospedeiro entre si. A rainha de uma determinada espécie adentra na colônia de outra espécie e mata a rainha da espécie hospedeira. Com isso a formiga parasita passe a ser a rainha da colônia e as operárias hospedeiras sem suspeitarem cuidam de seus ovos e larvas. Nessa corrida, uma espécie chamada Monomorium santschii ao longo da evolução deu um passo a frente e não possui mais a casta das operárias, logo essa formiga só é parasitada se ela estiver parasitando outro hospedeiro. A relação entre essas determinadas formigas pode também ser um bom exemplo de uma corrida armamentista unilateral, onde somente um relacionado apresenta adaptação sobre o outro.

## Coevolução

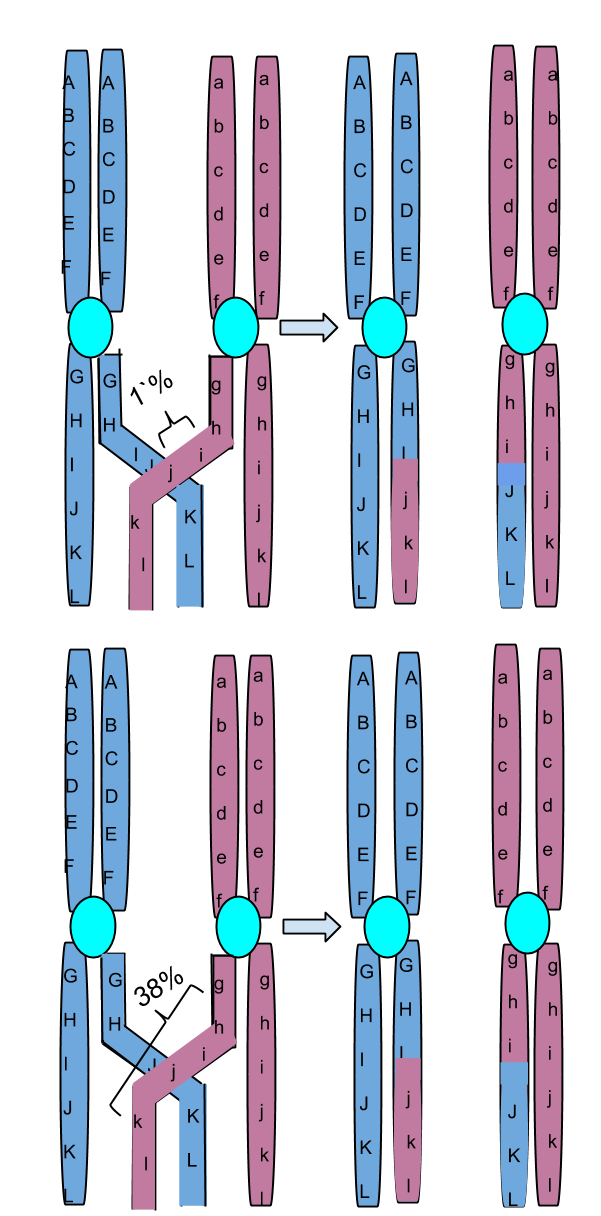
Crossing-over, um dos mecanismos que geram variabilidade

A corrida armamentista evolutiva geralmente está associada a um aspecto muito importante que é a coevolução. Em um trabalho realizado por Jerison (1973), a coevolução derivada de uma corrida armamentista ficou mais plausível. Jerison analisou o tamanho do cérebro real com o cérebro esperado em relação ao tamanho do corpo (quociente de encefalização). Levando em conta que esse quociente de encefalização poderia ser considerado como a “inteligência” do animal, nos mamíferos do cenozoico as presas tinham cérebros menores que os predadores. Mas foi visto que com o passar do tempo tanto presas como predadores aumentaram o tamanho cerebral, e isso pode ser entendido através de uma corrida armamentista coevolutiva, pois as presas, por ação da seleção natural, ficaram mais inteligentes para conseguirem escapar dos predadores, e os predadores obtinham uma maior inteligência para conseguir capturar as presas, e assim por diante. Essa corrida favoreceu os dois e por isso pode ser denominada de corrida armamentista coevolutiva.
Camacho (2002) realizou um trabalho com B-cromossomos, que são parasitas genômicos que evoluem em muitas populações de seres vivos, foi visto que esses parasitas quando presentes aumentam a frequência de crossing-over de seu hospedeiro e logicamente a taxa de recombinação, o que leva a um aumento na variabilidade elevando a chance de gerar uma progênie resistente ao B-cromossomo. Isso mostra a adaptação conseguida através da coevolução guiada pela corrida armamentista.
No estudo feito por Ehrlich e Raven (1964) entre insetos e plantas, também é possível enxergar que há uma corrida coevolutiva, pois apesar de um tentar se sobrepor ao outro, com o passar do tempo além da aquisição de novos mecanismos de ataque e defesa foi permitido a variabilidade e a diversificação para ambas as partes.

## Destino da Corrida
A corrida armamentista demonstra por si só a grande importância que possui nos processos ecológicos e evolutivos, e pode ter 3 possíveis desfechos. É possível que uma linhagem leve outra a extinção por processos seletivos impostos na corrida, como também é possível que ela acabe em um estado que ambos chegam a um ideal, ou até mesmo podendo seguir a diante em um ciclo continuo de pressões seletivas impostas um pelo outro.